# Drsný chlapík
Drsný chlapík (originální francouzský název Le Ruffian) je koprodukční francouzsko-kanadský dobrodružný film z roku 1983, který režíroval José Giovanni podle vlastního scénáře. Film se z větší části odehrává v divoké kanadské přírodě. Hlavní role ztvárnili Lino Ventura a Bernard Giraudeau. Role Lina Venturu, který zde hraje dobrodruha a zlatokopa, se vymyká z rolí úspěšných nebo vlivných mužů, které obyčejně hrával v pozdějších letech své kariéry.

## Děj
Zlatokop Aldo Sévenac hledá zlato v Kanadě, není však úspěšný. Když jednoho dne přepadnou tábor zlatokopů bandité a všechny osadníky povraždí, Aldovi se je společně se dvěma Indiány podaří pobít. Následně si společně odvážejí obrovské množství zlata, které mělo být původně uloupeno. Dvojice Indiánů však chce Alda podvést a všechno zlato získat jenom pro sebe. Aldo je předbíhá a úskokem se jejich nebezpečné přítomnosti zbaví, když ale s nákladem uniká přes divokou řeku, proud ho začne unášet k velkému vodopádu. Jestli se chce sám zachránit, je nucen bedny se zlatem ponechat napospas vodopádu. Aby se sám zachránil, musí vyskočit z člunu a všechno zlato nechat napospas osudu.
Po příjezdu do města vyhledává svého přítele, tělesně postiženého Gérarda a „baronku“, svou dávnější bohatou známou, která teď ve městě provozuje bar. Aldovi se podaří zorganizovat náročnou akci na vyzvednutí pokladu a zabezpečit její financování. Všichni se tak společně vypraví k vodopádu a sám Aldo se spouští pod hladinu a vytahuje bedny se zlatem. I když je přímo na místě úspěch akce ohrožen místním zločincem, který se o skupině dozvěděl a přepadne je, nakonec se přátelům podaří bedny vytáhnout a získat tak obrovské bohatství.

## Obsazení
| Lino Ventura           | Aldo Sévenac   |
| Bernard Giraudeau      | Gérard Jackson |
| Claudia Cardinalová    | „baronka“      |
| Pierre Frag            | John           |
| Béatrix Van Til        | Éléonore       |
| August Schellenberg    | Nelson Harting |
| James E. Davis         | indián         |
| Daryl Wahayenni-Martin | indián         |